# Kepler-90
Désignations
Kepler-90 (également KOI-351) est une étoile de la séquence principale, plus précisément une naine jaune de type spectral G0 V. Elle est située à une distance de 869 ± 11 pc (∼2 830 al) du Soleil, dans la direction de la constellation du Dragon, à environ 18h 57m 44,04s d'ascension droite et +49° 18′ 18,5″ de déclinaison.
Kepler-90 est l'objet primaire d'un système planétaire qui comprend huit planètes confirmées : dans l'ordre de l'étoile vers l'extérieur, Kepler-90 b, c, i, d, e, f, g et h. Il s'agit ainsi du premier système exoplanétaire connu pour avoir autant de planètes confirmées que le système solaire.
Kepler-90 se distingue par la configuration de son système planétaire, qui présente des similitudes avec le système solaire dans lequel les planètes rocheuses sont plus proches et les géantes gazeuses plus éloignées de l'étoile. Les trois planètes internes sont de taille terrestre, les trois planètes intermédiaires sont des mini-Neptunes et les deux planètes extérieures sont des géantes gazeuses similaires à Saturne et Jupiter. Les planètes ont des périodes de révolution de 7, 9, 14, 60, 92, 125, 211 et 332 jours respectivement. La planète la plus éloignée connue orbite autour de son étoile hôte à environ la même distance que la Terre du Soleil.

## Kepler-90, l'étoile
Kepler-90 est une étoile de type spectral G0 V, 20 % plus grosse et 13 % plus massive que le Soleil. Kepler-90 est un peu plus chaude que le Soleil : 5 930 K (5 660 °C) contre 5 772 K (5 499 °C) pour le Soleil. Kepler-90 est également moins métallique, avec environ 67 % de la quantité relative  du Soleil en éléments autres que l'hydrogène et l'hélium ([Fe/H] = -0,17).

## Kepler-90 i
Kepler-90 i est la huitième planète découverte dans le système. Comme les sept précédentes, elle a été découverte grâce aux données du télescope spatial Kepler mais aussi à l'aide de l'intelligence artificielle de Google. Elle est caractérisée par une période orbitale d'environ 14,4 jours et un rayon d'environ 1,3 celui de la Terre.

## Découverte
Les exoplanètes b, c, d, e, f, g et h ont été découvertes en 2013 grâce au télescope spatial Kepler. Ensuite, l'exoplanète i a été découverte le 14 décembre 2017 à l'aide de l'apprentissage automatique de Google.

## Synthèse du système planétaire

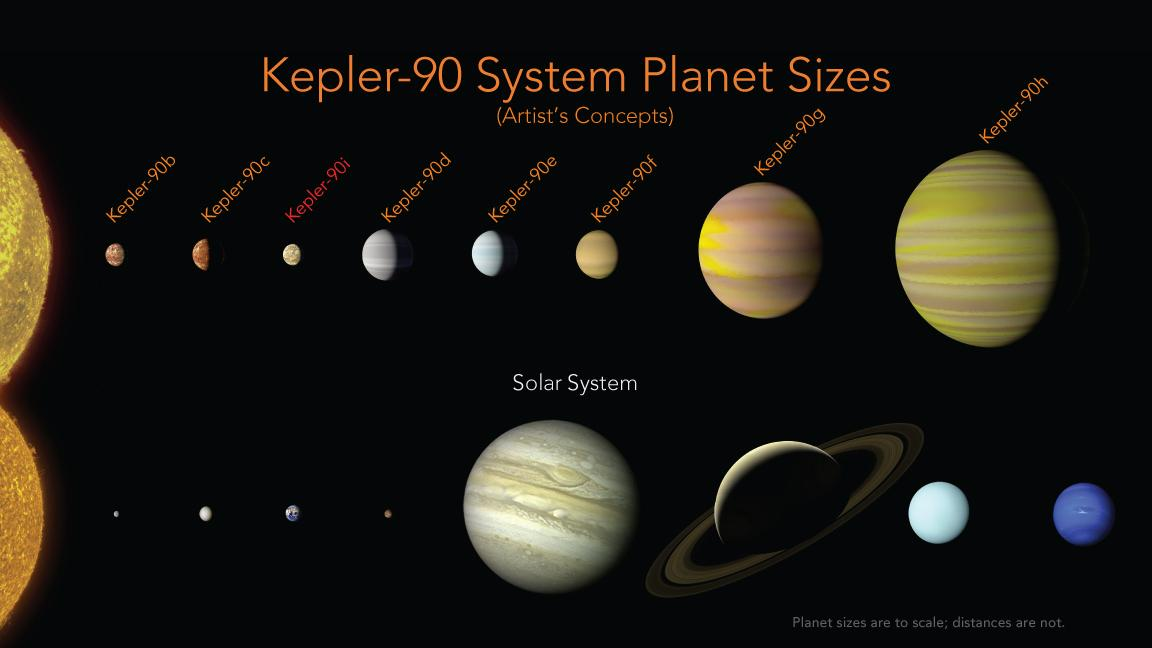
Comparaison schématique du système exoplanétaire de Kepler-90 et du Système solaire.
Les diamètres des planètes sont à l'échelle, mais les distances ne le sont pas.

| Planète | Masse             | Demi-grand axe (ua) | Période orbitale (jours) | Excentricité | Inclinaison | Rayon    |
| ------- | ----------------- | ------------------- | ------------------------ | ------------ | ----------- | -------- |
| b       | —                 | 0,074 ± 0,016       | 7,008 151                |              | 89,4°       | 1,31 R🜨  |
| c       | —                 | 0,089 ± 0,012       | 8,719 375                |              | 89,68°      | 1,18 R🜨  |
| i       | —                 | 0,123 4             | 14,449 12                |              | 89,2°       | 1,32 R🜨  |
| d       | —                 | 0,32 ± 0,05         | 59,736 67                |              | 89,71°      | 2,88 R🜨  |
| e       | —                 | 0,42 ± 0,06         | 91,939 13                |              | 89,79°      | 2,67 R🜨  |
| f       | —                 | 0,48 ± 0,09         | 124,914 4                | 0,01         | 89,77°      | 2,89 R🜨  |
| g       | (<0,8 MJ) <254 M🜨 | 0,71 ± 0,08         | 210,606 97               |              | 89,8°       | 8,13 R🜨  |
| h       | (<1,2 MJ) <381 M🜨 | 1,01 ± 0,11         | 331,600 59               |              | 89,6°       | 11,32 R🜨 |

### Articles scientifiques
- [Shallue et Vanderburg 2017] (en) Christopher J. Shallue et Andrew Vanderburg, « Identifying Exoplanets With Deep Learning: A Five Planet Resonant Chain Around Kepler-80 And An Eighth Planet Around Kepler-90 » [« Identification d'exoplanètes avec l'apprentissage automatique : Une chaîne résonnante de cinq planètes autour de Kepler-80 et une huitième planète autour de Kepler-90 »], The Astrophysical Journal,‎ 2017 (lire en ligne).

### Communiqué de presse institutionnel
- [NASA 2017] (en) NASA, « Artificial Intelligence, NASA Data Used to Discover Eighth Planet Circling Distant Star », communiqué de presse, nos 17-098,‎ 14 décembre 2017 (lire en ligne).